# Курдюкова Євдокія Андріївна
Євдокія Андріївна Курдюкова, до шлюбу Гавричева (14 серпня 1895 — 10 листопада 1982) — російська передовиця сільського господарства в СРСР, Герой Соціалістичної Праці (1949).
Рідна сестра двічі Героя Соціалістичної Праці Парасковії Малініної.

## Життєпис
Народилася у селі Саметь, нині Костромського району Костромської області Росії, в бідній селянській родині. Росіянка. Закінчила 3 класи церковнопарафіяльної школи. З 9 років наймитувала.
У 1930 році вступила до місцевого колгоспу «12-й Жовтень». З того часу і до виходу на пенсію працювала дояркою.
Мешкала в рідному селі, де й похована.

## Нагороди
Указом Президії Верховної Ради СРСР від 4 липня 1949 року «за отримання високої продуктивності тваринництва у 1948 році» Євдокії Андріївні Курдюковій присвоєне звання Героя Соціалістичної Праці з врученням ордена Леніна і золотої медалі «Серп і Молот» (№ 3939).
Всього нагороджена чотирма орденами Леніна (04.07.1949, 16.08.1950, 17.09.1951, 26.08.1953), орденом Трудового Червоного Прапора (23.07.1948) і медалями.